# ファッキングマシーン
ファッキングマシーン（英：Fucking Machine）とは、主にアメリカで販売されている大型の張形（ディルドー）付き性具の総称。ほとんどが大型の動力を有する。メーカーによってLove MachineやSex Machineなど別称は多いが本記事ではファッキングマシーンと呼称する。

## 概説
いわゆるバイブレーターはマッサージ器具として日本では販売されているが、アメリカにおいて日本製のハンディマッサージャーが性具として使用され家庭用電源で使用でき視覚的効果も高い性具として受け入れられた。そうした背景から、据え付け型の大型の性具がいくつかのメーカーから販売され、主に有料アダルトサイトの動画コンテンツで用いられている。家庭用電源で使用可能な大型のモーターにギアボックスを取り付け、アームの先端に取り付けた張形をピストン運動させる製品が多い。

## 使用方法
またがるものは一人での使用も可能。浴場用の椅子くらいのサイズの金属（強化プラスチック）製なので体重をかけられる。据え付け型はベッドなど高さのある場所に寝そべって使用する。電動ドリル式のものは誰かに持ってもらわないと一人では使用できない。動画コンテンツでは主にBDSM的な小道具として拘束台に縛り付けた女性に対して、延々と張形責めを行なうようにして用いる。ほとんどの製品で強弱のコントロールが可能なので徐々に早く強くしていくと高い画面効果は得られる。しかし、ローション等を併用し使用時間に留意しないと粘膜損傷などのリスクが高まる。

## 主な製品
- ファッキングボール：バランスボールなどと呼ばれる大型の風船に張形を取り付けたもの。動力付きは少ない。
- 据え付け型：サドルマシンと呼ばれているものは箱上で天板が鞍のように半円形をしている。内部に大型モーターとクランクがあり張形を取り付けまたがる。座面が二つに分かれて中央に角度変更可能な張形が取り付けられている商品もある。Love Machineという商品は座面は無いが張形の角度をおよそ90度変更できまたがってもねそべっても使用可能。また張形は吸引ポンプに取り替え可能で男女ともに使える。
- カバン型：金属のアタッシュケースの内部にモーターを仕込み、張形を内部に収納可能にしたもの。持ち運びに有効。
- テーブル一体型：モーターとクランク、カムシャフトなどを設置した台ごと商品化したもの。台は他のエクサザイズ製品のように折り畳めるものから大型の金属作業台様のものまでさまざま。あまり軽い台だと倒れる危険がある。
- ドリル式：市販の電動ドリルの先端を張形にしたもの。見た目のインパクトは大きい。トリガーの引き加減によって回転数が変わるものを使用するが、あくまで単なる電動ドリルなので使用には注意が必要。ピストン運動はできない。なお、電動工具を改造したファッキングマシーンにはジグソーなどを利用したピストン運動マシンなど亜種も存在する。
- 自走式：電力や油圧を利用して走行するタイプ。本体の移動そのものでもピストン運動が可能だが、さらに先端に油圧ドリルや電動シャフトをつけて迫力を増しているものもある。国内で唯一ファッキングマシーンを製造しているメーカー、アジアンドラッグ社のものが自走式の第一号と思われる。